# Mataʻiʻulua ‘i Fonuamotu
Mataʻiʻulua ‘i Fonuamotu, Lord Fusituʻa, né vers 1972 et mort au début de février 2024 à Auckland, est un homme politique tongien et un noble du royaume des Tonga. 
Il représente les nobles des îles Niuas (Niuatoputapu, Tafahi et Niuafoʻou) à l'Assemblée législative des Tonga de 2014 à 2019.

## Biographie
Ancien élève du lycée de Tonga, Mataʻiʻulua ‘i Fonuamotu possède un diplôme de licence en sciences politiques de l'université du Pacifique Sud et un diplôme de droit de l'université nationale australienne. Il est un temps directeur de plusieurs entreprises locales et exerce la profession d'avocat et de consultant juridique. Il possède plusieurs terres à Niuafoʻou.
Mataʻiʻulua ‘i Fonuamotu reçoit le titre de Fusituʻa, l'un des trente-trois titres héréditaires de la noblesse tongienne, le 6 mai 2014, à la suite de la mort le 24 avril de son père, Siaosi ‘Alokuo’ulu Wycliffe Fusitu’a, qui détenait jusqu'alors ce titre,. Son père étant également l'un des neuf représentants de la noblesse à l'Assemblée législative des Tonga, pour la circonscription des îles Niuas, sa mort entraîne une élection partielle le 21 mai 2014. Les nobles des Niuas y élisent le nouveau Lord Fusituʻa pour les représenter au Parlement.
Réélu au Parlement lors des élections législatives de novembre 2014, il préside à partir de 2015 la section tongienne de l'Organisation mondiale des parlementaires contre la corruption (en) (GOPAC),,. Réélu une nouvelle fois à l'Assemblée législative aux élections de 2017, il s'effondre le 4 août 2019 et est évacué d'urgence à un hôpital d'Auckland, en Nouvelle-Zélande, où il est placé en soins intensifs et subit cinq opérations. Sorti d'hôpital en décembre, il demeure en Nouvelle-Zélande. De ce fait, le 6 août 2020, son siège à l'assemblée est déclaré vacant par Lord Fakafanua, le président de l'Assemblée,.
Lord Fusituʻa meurt à Auckland au début de février 2024 à l'âge de 51 ans.